# Concile de Narbonne (788)
Pour les articles homonymes, voir Concile de Narbonne.

## Le concile
En 788, se tient à Narbonne, un important concile traitant du découpage ecclésiastique de la Septimanie au cours duquel Daniel, métropolitain de la province, revendique sur l'évêque d'Elne tout le pays de Razès. Y participe également l’archevêque d’Arles, Elifantus, qui d’après Charles-Louis Richard souscrit en tant qu'évêque du premier siège. Toutefois l’authenticité de ce concile ne serait pas assurée.
En ce qui concerne le pays de Razès, ce territoire est disjoint de l'évêché de Carcassonne et intégré à l'archevêché de Narbonne en 791 ; les prélats narbonnais porteront par la suite le titre d'archevêque de Narbonne et du Razès.